# Erebus terminalis
Erebus terminalis là một loài bướm đêm trong họ Erebidae.